# Változékony kerekszájúcsiga
A változékony kerekszájúcsiga vagy kerekszájú csiga (Valvata piscinalis) kopoltyúval lélegző édesvízi csigafaj, mely eredetileg Európában és Nyugat-Ázsiában volt megtalálható, ám a 19. század végén behurcolták Észak-Amerika Nagy-tavaiba is.

## Megjelenése

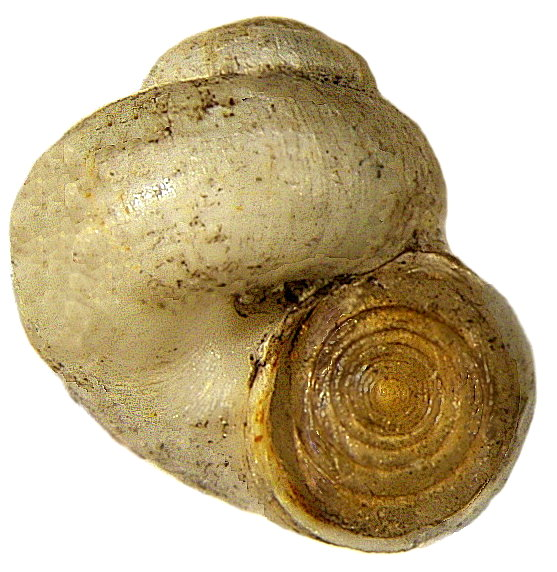
Csigaház szájfedővel

A csiga háza 6 mm magas, 5 mm széles, 4 jól elkülönülő, mély varratú kanyarulatból áll. A gömbölyded-kúpos ház csúcs tompa, szájadéka szinte teljesen kerek, köldöke szűk. A héj sárgásfehér, zöldesszürke vagy -barna színű. Szájfedőjén (operculumán) középről induló spirális mintázat figyelhető meg.
Maga a csiga piszkossárga, teste áttetsző, tapogatói hosszúak, nagy szemei a tapogatók tövében ülnek. Madártollhoz hasonló, 2 mm-es kis kopoltyúját a szájadékon dugja ki.
Fontosabb alfajai:
- Valvata piscinalis alpestris (Kuster 1853) (Ausztria, Svájc, Németország)
- Valvata piscinalis antiqua (Morris 1838) (Ausztria, Bulgária, Franciaország, Németország, Románia, Svájc, Hollandia, Anglia)
- Valvata piscinalis piscinalis (O.F. Muller 1774) (egész Európában előfordul)
- Valvata piscinalis geyeri (Menzel 1904)
- Valvata piscinalis discors (Westerlund 1886)

## Elterjedése
A faj eredeti elterjedései területe Európát, a Kaukázust, Nyugat-Szibériát és Közép-Ázsiát foglalta magába. Észak-Amerikában először 1897-ben észlelték az Ontario-tóban, azóta a Nagy-tavak többi részén és a levezető folyókban (Hudson-, Szt. Lőrinc-folyó) is elterjedt. Svájcban 1000 m magasságig található meg. Moldovai populációja az 1981-es állapot 0,5%-ára esett vissza.
Magyarország egész területén elterjedt, viszonylag gyakori faj.

## Életmódja
A változékony kerekszájúcsiga a tiszta, finom homokos vagy iszapos aljzatú, lassan mozgó vagy állóvizeket kedveli. Többnyire 3–10 m, extrém esetben 80 m mélységig fordul elő. Gyakran beássa magát az aljzatba és csak tapogatói látszanak ki. Magas oxigénkoncentrációt igényel, nehezen viseli a huminsavakban gazdag és kemény (maximum sótartalom 0,4%) vizet. Az aljzaton növő algaréteggel és korhadó szerves anyagokkal táplálkozik. Fontos tápláléka a halaknak és vízimadaraknak.
A kerekszájú csigák hermafroditák, de szexuálisan szaporodnak. Szaporodási időszakuk áprilistól szeptemberig tart (Lengyelországban júliusig). Petéiket 15-30-as csomagokban rakják le és a víz hőmérsékletétől függően 15-30 nap alatt kelnek ki. 45-65 naposan (4 mm átmérővel, 3,5 kanyarulatnyi házzal) már ivarérettek. Gyorsan növő és szapora faj. Élettartama 5 és 21 hónap között változik, életük során mintegy 100 petecsomagot raknak le.
Magyarországon nem védett.